# Aweil
Aweil (d. arab. أويل – Uwajl) – miasto w Sudanie Południowym, stolica stanu Bahr el Ghazal Północny. Liczy 33 537 mieszkańców (2010}. Ośrodek przemysłowy. W mieście znajduje się port lotniczy Uwajl.

## Transport
Przez miasto przebiega linia kolejowa kolei południowosudańskich Babanusa - Wau